# Sekalec
Sekalci so dletasti zobje v sprednjem delu ust. Živali z njimi grabijo hrano in jo odgriznejo. Zlasti dobro so razviti pri glodavcih, ki z njimi preglodajo vsak naravni material.